# Rocha (miasto)
Rocha – miasto w południowo-wschodnim Urugwaju, w pobliżu wybrzeża Oceanu Atlantyckiego. Jest stolicą departamentu o tej samej nazwie. W 2011 roku liczyło 25 420 mieszkańców. 
Miasto położone jest około 200 km na wschód od stolicy kraju, Montevideo oraz około 30 km od miejscowości La Paloma, która jest położona nad Oceanem Atlantyckim. 
W mieście rozwinął się przemysł spożywczy oraz włókienniczy.